# Cung Hiến Hiền phi
Cung Hiến Hiền phi Quyền thị (chữ Hán: 恭献贤妃权氏, 1391 - 1410), còn gọi Hiển Nhân phi (显仁妃), là một sủng phi của Minh Thành Tổ Vĩnh Lạc Đế. Bà được biết đến là một người có dung mạo cực kỳ xinh đẹp, "Đệ nhất quốc sắc".

## Cuộc đời

### Xuất thân
Bà là người gốc Triều Tiên, cha bà là Quyền Vĩnh Quân (权永均), thuộc dòng họ An Đông Quyền thị (安東權氏). Trong số những người thiếp ngoại quốc của Minh Thành Tổ, bà được ghi nhận người tư sắc diễm mỹ nhất.

### Nhập cung
Năm 1409, Quyền thị nhập cung, khi đó bà 18 tuổi. Với dung mạo trời phú, bà ngay lập tức nhận nhiều ân sủng của Hoàng đế, đắc sủng hậu cung. Bà được phong vị Hiền phi (贤妃) chỉ trong thời gian khá ngắn, ngang bằng với Trung Kính Chiêu Thuận Hiền phi Dụ thị.
Khoảng tháng 4 năm 1410, bà cùng Chiêu Hiến Quý phi Vương thị và Chiêu Ý Quý phi Trương thị theo hầu Minh Thành Tổ bắc chinh, tiêu diệt nốt những phần tử còn lại của nhà Nguyên. Cùng năm ấy, bà mắc bạo bệnh và qua đời khi còn rất trẻ tại huyện Lâm Thanh, tỉnh Hà Bắc, hưởng thọ 20 tuổi, được truy thụy làm Cung Hiến Hiền phi (恭献贤妃).